# Максаковский монастырь
Максаковский Спасо-Преображенский монастырь или Максаковский Троицкий монастырь — бывший монастырь в Корюковском районе Черниговской области Украины.  Памятник архитектуры местного значения. Расположен юго-восточнее села Максаки.

## История
Решением исполкома Черниговского областного совета народных депутатов от 26.06.1989 № 130 присвоен статус памятник архитектуры местного значения с охранным № 62-Чг под названием Максаковский монастырь. Установлена информационная доска.

## Описание
Максаковский монастырь расположен на левом берегу реки Ложь — юго-восточнее села Максаки — на месте поселения эпохи бронзы и раннеславянского периода.
Время основания неизвестно. Был возобновлён в 1642 году монахами Трубчевского монастыря. В 1660—1670-е годы для защиты от татаро-монгольских нападений вокруг монастыря сооружён земляной вал с деревянной стеной и преобразовано в крепость. В 1665—1681 годы игуменом был И. Ширкевич, 1681—1682 годы — Димитрий Ростовский. В середине XVII века начинается каменное строительство. По описанию 1767 года в монастыре было два храма — трёхнефный, пятикупольный Спасо-Преображенский собор с двумя башнями на главном фасаде и двухэтажная однокупольная Веденская церковь с трапезной, кельи, а сама территория монастыря окружена стеной четырёхугольной формы с башнями и надвратной колокольней. С 1776 года в монастыре после побега из Турции здесь жил константинопольский патриарх Серафим. В 1786 году монастырь был закрыт.
Возобновлён в 1803 году для единоверцев. Был повреждён во время пожара 1820 года. С 1829 года действовал как женский под названием Максаковский Троицкий монастырь.
Колокольня была возведена одновременно со стеной как надвратная. 1-й ярус датируется концом XVII века, 2-й — результат перестроек 1829 и 1850 годов. По структуре схожа с колокольней Крупицко-Батуринского монастыря и повторяет классический тип деревянных колоколен — восьмерик на четверике, увенчанный барочным куполом (не сохранился). Каменная, стены расчленены многоступенчатыми профилированными нишами и отверстиями.
В 1930-е годы сооружения монастыря были почти полностью разобраны. Сохранились остатки стены, колокольни, корпус кельи (дом игуменьи), сооруженный в середине XIX века в формах позднего классицизма. Остатки монастыря вместе с природным окружением создают живописный архитектурно-ландшафтный комплекс.

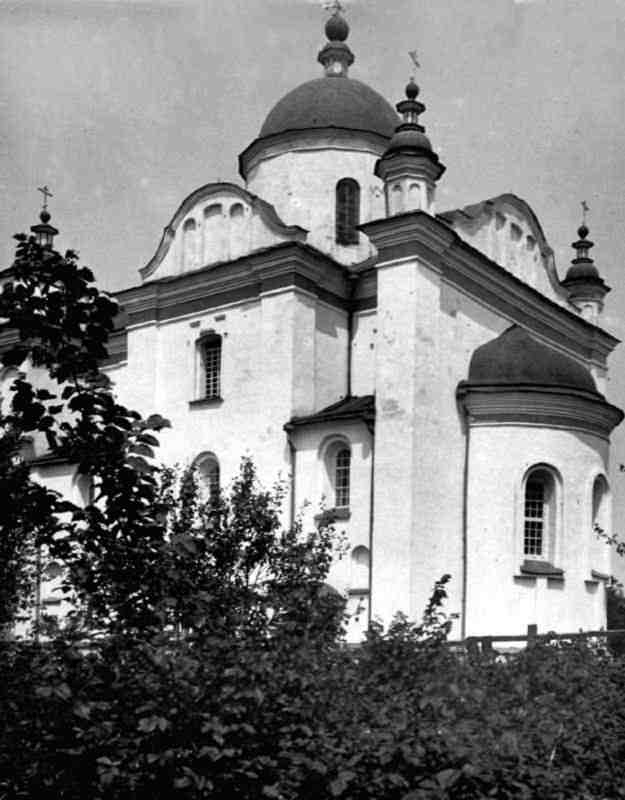
Спасо-Преображенский собор
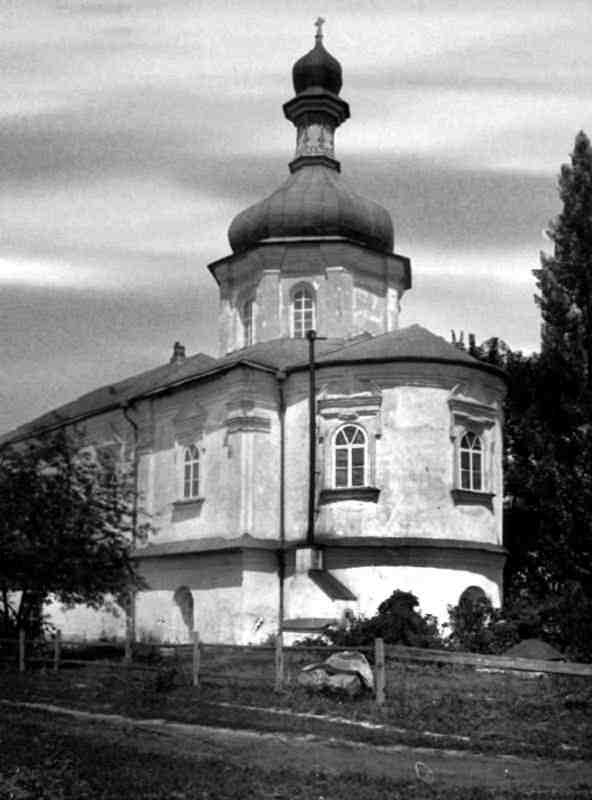
Введенская церковь
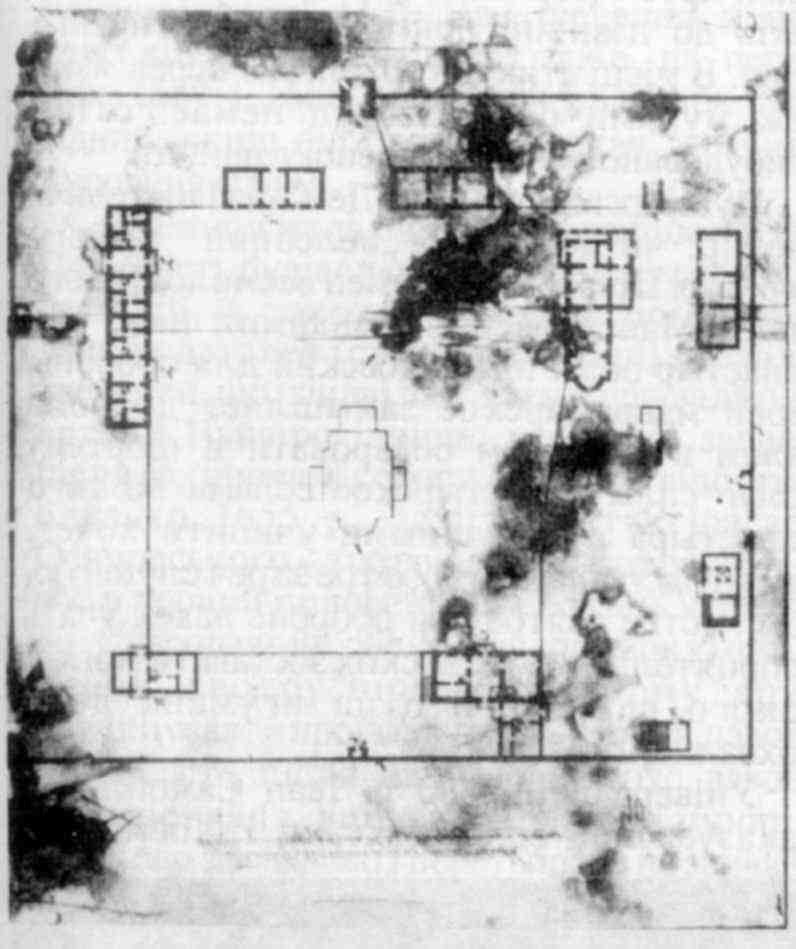
План монастыря
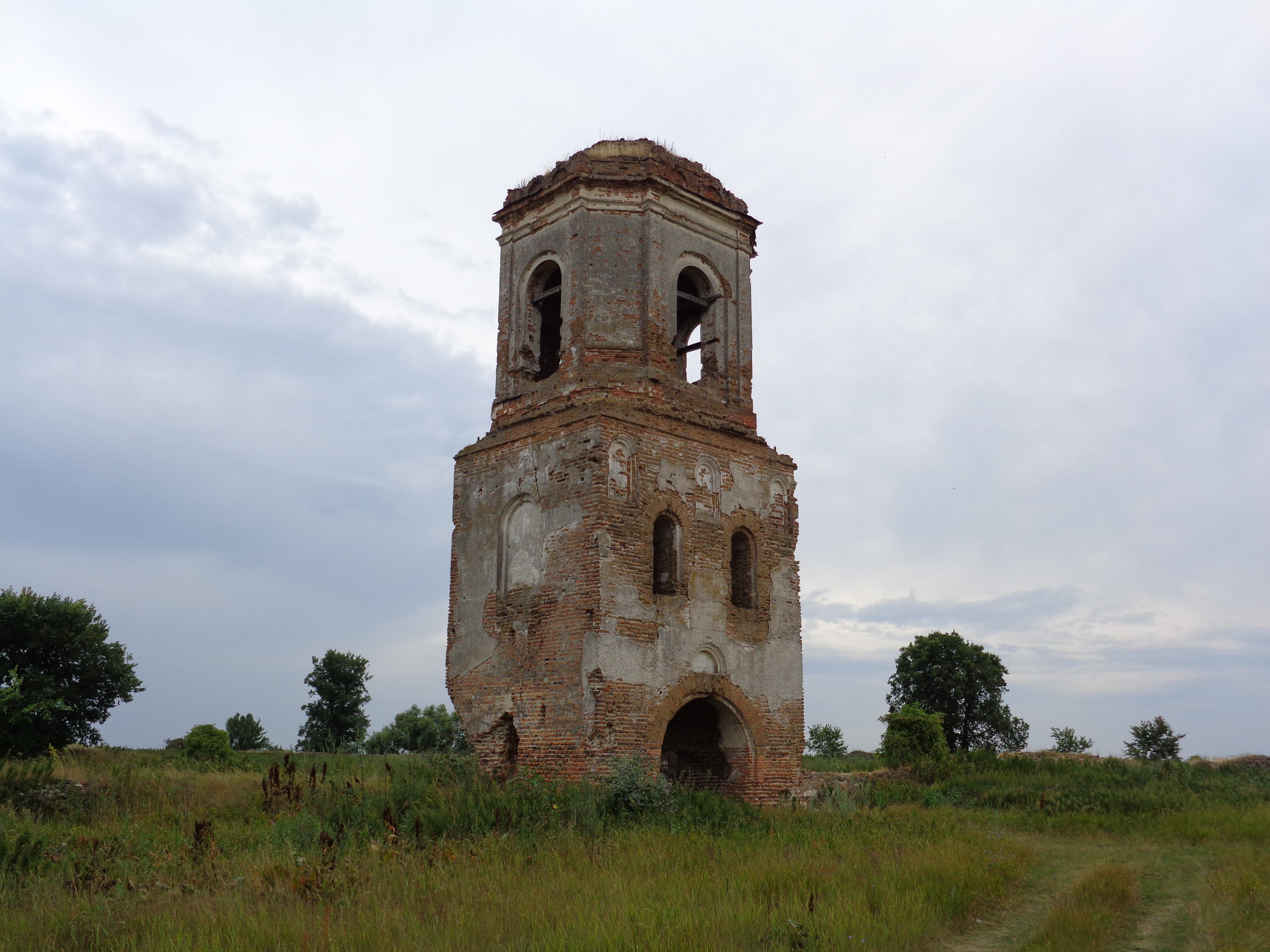
Руины надвратной колокольни